# Betula delavayi
Betula delavayi är en björkväxtart som beskrevs av Adrien René Franchet. Betula delavayi ingår i släktet björkar, och familjen björkväxter. Inga underarter finns listade.